# Blitz (película)
Blitz (Persecución mortal en Hispanoamérica) es una película de 2011 dirigida por Elliott Lester y protagonizada por Jason Statham, Paddy Considine, Aidan Gillen y David Morrissey. Está basada en la novela homónima de Ken Bruen.
Blitz es un asesino en serie de Londres que está matando a agentes de la policía. El inspector jefe Roberts y el sargento Brant, un duro, inflexible y políticamente incorrecto detective de la policía, se encargarán de intentar detener al psicópata. Al parecer, Blitz comete los crímenes para convertirse en una estrella de los tabloides, pues cuanto más mata más famoso se hace.

## Argumento
La película comienza con el sargento detective Tom Brant (Jason Statham) dando una paliza a tres jóvenes que están tratando de robar su coche. Brant es famoso en Londres por ser un policía violento y brutal a la hora de tratar con los criminales, con un gran historial de denuncias por brutalidad policíaca, pero siempre hacia individuos innegablemente culpables.
Al día siguiente Brant es abordado por la oficial Elizabeth Falls (Zawe Ashton) pidiéndole ayuda para pasar el examen de sargento. Brant le aconseja darse un poco de tiempo antes de postular ya que ha salido de rehabilitación recientemente; Falls había trabajado de encubierto para el equipo de antidrogas y se había vuelto adicta lo que acaba jugándole en contra al momento de asignar el ascenso a sargento. Brant también es advertido por su superior, el Superintendente Brown (Nicky Henson), sobre controlar sus acciones, ya que los tres asaltantes se victimizaron ante los medios y debido a su mala fama la reputación de la estación estaba en entredicho. Posteriormente se insinúa durante una sesión entre Brant y el psicólogo de la policía ciertos incidentes producto de su carácter explosivo tales como molestar a la oficina del Superintendente, la pelea con los tres jóvenes o una golpiza a un sujeto en un salón de billar con un taco hasta dejarlo inconsciente.
Brant va al funeral de la esposa del inspector jefe Roberts, su compañero y amigo cercano, quien se muestra muy afectado pero se niega a reconocer su estado o recibir ayuda; esa misma noche la oficial Sandra Bates (Elly Fairman) es asesinada a tiros por un desconocido en medio de una calle. 
El sargento Porter Nash (Paddy Considine), un detective de modales refinados y actitud elegante, se transfiere a la estación como inspector interino en lugar de Roberts, quien está de licencia extendida, sin embargo el resto de oficiales lo desprecian y discriminan no solo por ser abiertamente homosexual, sino también porque su transferencia fue una maniobra del Superintendente para frustrar el ascenso de Brandt a inspector.
Un pandillero adolescente apodado Metal (Steven Harwood-Brown) contacta a Falls, quien es su amiga e intenta alejarlo de las calles, y le pide ayuda ya que cree que mató a alguien durante un asalto perpetrado por su pandilla, Falls pide ayuda a Brant quien le da el nombre del inspector Craig Stokes (Luke Evans). Paralelamente un hombre llamado Barry Weiss (Aidan Gillen) llama al periodista Harold Dunlop (David Morrissey) y dice ser el asesino, explicando que su objetivo es asesinar policías y como prueba anuncia la identidad de la segunda víctima. La estación se convierte en un caos debido a los asesinatos de los agentes y la noticia publicada por Dunlop. Brant se reúne con Radnor (Ned Dennehy), un informante que lo conduce en dirección a Weiss, diciendo que lo había oído jactarse sobre los crímenes. 
Brant visita a Nash en su departamento explicando que contrario a lo que todos creen no lo desprecia por su orientación sexual ni por el ascenso, sino al contrario, lo respeta por la reputación que lo precede como policía, por ello desea pedirle consejo y le confiesa su temor a tener una enfermedad mental ya que sufre de insomnio, desórdenes emocionales y apagones de conciencia recurrentes. Nash le explica que simplemente esta abrumado por la presión de su trabajo y en cuanto pueda relajarse y descansar volverá a la normalidad, es así que le confiesa a Brant que él ya lo ha sufrido hace poco por culpa de un pedófilo al que no podía arrestar por falta de evidencias, por ello una noche lo asaltó en su casa, le destrozó los genitales con un bate de béisbol y solo después de esto pudo volver a la normalidad, siendo esta la verdadera razón de su transferencia. Brant logra por fin relajarse y pasa la noche en casa de Nash descansando, al día siguiente le habla respecto a sus pistas y ambos deciden visitar Weiss. 
Tras interrogar a Weiss descubren que se trata del hombre al que Brandt golpeó hace un año en el billar; Weiss se encontraba agrediendo a los clientes por diversión y la paliza de Brandt fue captada por las cámaras del lugar y viralizada en internet, insinuándose que esta humillación es el origen del resentimiento de Weiss hacia la policía. Los agentes se retiran sin pruebas pero convencidos de su culpabilidad, por lo que el sospechoso entra en pánico y huye de su piso. Desconocido para ambas partes Radnor está espiando Weiss y al revisar su basura encuentra un recibo de estacionamiento.
Roberts exige y extorsiona al Superintendente para que le permita renunciar a su licencia y volver al trabajo, sin embargo Weiss lo sigue a su departamento y después de una pelea lo asesina y quema el lugar no sin antes robar un uniforme de policía y la insignia de Roberts. A continuación, llama Dunlop, le revela el asesinato y se bautiza a sí mismo como Blitz. En paralelo Falls se encuentra con Stokes y se entera de que la víctima del asalto no murió pero esta grave en el hospital, por lo que le pide que ocultar la participación de Metal, a cambio de ello Stokes la invita a salir. 
Radnor va al estacionamiento y allí encuentra el coche de Weiss con trofeos de sus asesinatos en el interior, tras esto llama a Dunlop y le pide £50.000 a cambio de la exclusiva para revelar la identidad del asesino. Dunlop llega al estacionamiento donde Radnor le muestra el coche y la evidencia, sin embargo Weiss los encuentra elimina la evidencia del auto, los sigue a un bar y mata a Radnor en el baño de hombres antes de que pueda revelar su identidad al periodista.
Dunlop cuenta lo sucedido a Brant y Nash, revelando la ubicación del auto estacionado. Cuando llegan, sin embargo, el coche está vacío y el circuito cerrado de televisión del edificio es defectuoso, perdiendo cualquier pista que acuse a Weiss. Tras investigar los antecedentes de Weiss en la estación Brant descubre una conexión entre los agentes de policía muertos y Weiss: está atacando a todos los policías que lo detuvieron en el pasado y como los mata siguiendo el orden en que los conoció Falls es la próxima en la lista.
Falls regresa sola de su cita tras descubrir que Stokes no tenía intenciones serias con ella y frente a su puerta es atacada por Weiss, sin embargo Metal se presenta y defiende a Falls siendo asesinado en su lugar. Brant y Nash deciden publicar la foto de Weiss, ahora prófugo, en los medios de comunicación y un taxista lo identifica y lleva la policía a su ubicación donde es perseguido por Brant y atrapado en un patio de trenes cerca de Paddington.
En la estación Brant, Nash y el Superintendente discuten ya que Weiss debe ser liberado por falta de pruebas. Brant se burla Weiss por su nombre Blitz y le dice que no es nada, pero no es capaz de provocarlo para que admita los asesinatos. Weiss es puesto en libertad bajo vigilancia mientras los medios se ponen de su parte retratándolo como una víctima de los supuestos procedimientos deshonestos y abusos de Brandt. Él regresa a su apartamento y se disfraza con el uniforme de policía robado a Roberts, luego evade la vigilancia y unidades para el funeral de Robert, allí encuentra y comienza a seguir a Brant a quien planea asesinar aprovechando la impunidad que le otorga su imagen ante los medios. En ese momento Brant recibe un mensaje de texto y Weiss lo sigue hasta el estacionamiento en la terraza del edificio.
Después de seguirlo, Weiss lo acorrala y se dispone a matarlo solo para descubrir que es Nash vestido con la ropa de su compañero; Brant golpea a Weiss por la espalda con una barra de hierro por lo que este se regodea señalando que gracias a los precedentes del caso podrá acusar a Brant de acoso y agresión, siendo ahora capaz de demandar a la policía y a él por millones. Nash recoge la pistola de Weiss y se la da a Brant, quien le explica que ahora que oficialmente fue descartado como sospechoso si muere todos culparán de su muerte al asesino Blitz, razonando que al verlo disfrazado con el uniforme creyó que se trataba de un policía real y lo mató, cosa que se verá confirmada cuando descubran que le dispararon con la misma pistola que a las otras víctimas, tras lo cual ejecuta a Weiss con un tiro en la cabeza.
Brant y Nash eliminan las evidencias y dejan la azotea mientras bromean diciendo que sospechan que el caso podría permanecer sin resolver. Al día siguiente, Brant intercepta a Dunlop en la calle acompañado por dos rottweiler que hace que ataquen al periodista en venganza por desacreditar a la policía y sus artículos a favor de Blitz.

## Reparto
- Jason Statham como Tom Brant.
- Paddy Considine como Porter Nash.
- Aidan Gillen como Barry Weiss.
- David Morrissey como Harold Dunlop.
- Zawe Ashton como Elizabeth Falls.
- Luke Evans como Craig Stokes.
- Mark Rylance como Roberts.
- Ned Dennehy como Radnor.
- Nicky Henson como Superintendente Brown.
- Steven Harwood-Brown como Metal.
- Bill Champion como el doctor Leonard.
- Richard Riddell como McDonald.
- Ron Donachie como Cross.
- Elly Fairman como Sandra Bates.

## Desarrollo
El guion de la película fue escrito por Nathan Parker. La película se rodó en Londres en agosto de 2010. Blitz fue la primera película producida por Lionsgate UK

## Recepción
Blitz recibió críticas variadas. En Rotten Tomatoes, el 46% de las valoraciones de los críticos fueron positivas y un índice de aprobación del 39% de la audiencia. Sin embargo, en el Reino Unido, Blitz recibió críticas positivas de los críticos británicos.